# Lakeview n.º 337
Lakeview n.º 337 es un municipio rural canadiense situado en la provincia de Saskatchewan.

## Superficie
Lakeview n.º 337 tiene una superficie de 709,1 km².

## Demografía
En 2021, tenía 366 habitantes, una densidad poblacional de 0,5 hab./km², y 167 viviendas.